# Richard Mahkorn
Richard Mahkorn (* 6. September 1943 in Passau; † 25. April 2007 in Köln) war ein deutscher Journalist und Medienberater. Im Laufe seiner journalistischen Karriere war er Chefredakteur bei auflagenstarken Zeitschriften, gehörte zu den Mitbegründern des Deutschen Fernsehpreises und war dort als Geschäftsführer und im Beirat tätig.

## Leben
Richard Mahkorn absolvierte sein Volontariat beim Erlanger Volksblatt, war danach u. a. als Polizeireporter beim Hamburger Abendecho tätig und wurde später Chefreporter und Redaktionsleiter der Bild. Von 1982 bis 1990 arbeitete er als Chefredakteur der Neuen Revue und von 1990 bis 1992 als Chefredakteur der Quick. Zwischen 1993 und 1999 war Mahkorn Kommunikationsdirektor von RTL, machte sich anschließend mit seiner Agentur Medienkontor Mahkorn selbstständig und beriet zahlreiche TV-Produktionen und Sender.

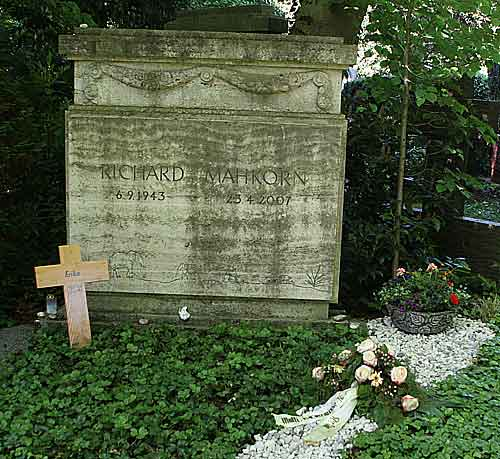
Grabstätte Melaten-Friedhof

Gemeinsam mit Helmut Thoma, Fritz Pleitgen, Dieter Stolte, Fred Kogel und Gerhard Zeiler gehörte er zu den Gründungsmitgliedern des Deutschen Fernsehpreises. Bis zu seinem Tode hatte er die Leitung des Organisationsbüros des Fernsehpreises inne und war für die Gestaltung der Gala-Feierlichkeiten verantwortlich.
Richard Mahkorn war seit 1974 mit der Moderatorin Erika Berger verheiratet. Er starb am 25. April 2007 im Alter von 63 Jahren in seinem Kölner Büro. Die Grabstätte der Eheleute befindet sich auf dem Kölner Melaten-Friedhof.